# Pastinaca incana
Pastinaca incana är en flockblommig växtart som beskrevs av Carl Ludwig von Willdenow och Dc. Pastinaca incana ingår i släktet palsternackor, och familjen flockblommiga växter. Inga underarter finns listade i Catalogue of Life.